# Ludmila Matiegková
Ludmila Matiegková (9. března 1889, Lovosice – 26. srpna 1960, Mariánské Lázně) byla středoškolská učitelka, archeoložka, egyptoložka a autorka několika odborných prací o starověkém Egyptě.

## Život
Ludmila Matiegková byla jediným dítětem českého lékaře a antropologa Jindřicha Matiegky, její matka Marie (rozená Stránská) pocházela z úřednické rodiny. Matiegkovi žili od roku 1892 v Praze.
Od roku 1901 navštěvovala první dívčí gymnázium Minerva a roku 1908 úspěšně složila maturitu. Vystudovala orientalistické obory na Filozofické fakultě Univerzity Karlovy. V roce 1914 byla promována doktorkou filozofie.
Po ukončení studií vyučovala na Minervě, později na dívčím lyceu a vyšší škole pro sociální péči v Holešovicích.
Ve 20. letech 20. století se vydala celkem na tři cesty do Egypta a na Blízký východ. Po vzniku samostatného egyptologického semináře na Karlově univerzitě v roce 1925 se u Františka Lexy zapojila do vědecké činnosti a ve svých spisech se zabývala staroegyptským náboženstvím, mumiemi a rodinným životem ve starověkém Egyptě. Své odborné práce pak publikovala v časopise Anthropologie.
Pomáhala též svému otci při jeho antropologických výzkumech. V roce 1929 se s ním zúčastnila identifikace hrobu Jana Amose Komenského v Naardenu. Spolupracovala s otcem také na řadě článků, které byly z hlediska českého egyptologického bádání považovány za průkopnické a zakladatelské.
V roce 1930 se stala se první ženou – členkou Orientálního ústavu. Po druhé světové válce přispívala do Orientálního archivu.
Vedle své vědecké činnosti se zapojila také do práce ve Výboru pro volební právo žen a od roku 1922 byla členkou Sdružení vysokoškolsky vzdělaných žen.

## Dílo (knižní vydání)
- Nová bádání o kamenné době egyptské (Kojetín, Časopis Pravěk, 1912)
- Jak vzniklo písmo (Praha, Vilímek, 1918) – vyšlo nejprve jako rozhlasové pásmo[2]
- O staroegyptských bozích a hrdinech (V Praze, Ústřední nakladatelství a knihkupectví učitelstva českoslovanského, 1925)
- V objetí sfingy (Praha, vyd. Dr. Ot. Štorch-Marien, 1927)
- Příběhy bílého oslíka (Ilustroval L. Salač; V Praze, nákladem vlastním, 1930)
- Záhada (Praha, vyd. L. Matiegková, 1934)
- Dítě v starém Egyptě (Praha, Anthropologický ústav Karlovy university, Orbis - distributor, 1937)